# Thieleherpia
Thieleherpia is een geslacht van wormmollusken uit de  familie van de Rhipidoherpiidae.

## Soort
- Thieleherpia thulensis (Thiele, 1900)